# Carl-Axel Hasselrot (jurist)
Carl-Axel Hasselrot, född den 14 april 1863 på Sämsholm i Norra Säms församling, Älvsborgs län, död den 10 december 1942 i Stockholm, var en svensk jurist och ämbetsman. Han var son till Carl Hasselrot.
Hasselrot avlade hovrättsexamen vid Lunds universitet 1885 och blev vice häradshövding 1889. Han var amanuens i ecklesiastikdepartementet 1890–1896 och sekreterare i konstitutionsutskottet 1895 och 1896. Hasselrot blev extra ordinarie tjänsteman i generalpoststyrelsen 1890, tillförordnad notarie 1892, aktuarie 1894, notarie och ombudsman 1896, sekreterare 1902, postdirektör i Stockholm 1905 och chef för Stockholmsdistriktet 1910. Han var byråchef i generalpoststyrelsen 1912–1930. Hasselrot blev riddare av Nordstjärneorden 1903 och kommendör av andra klassen av Vasaorden 1926. Han var gift med Olga Cecilia Wilhelmina Pereswetoff-Morath (1871–1959). Han är begravd på Motala griftegård.